# Кайшаури, Константы
Константы Кайшаури (груз. კოტე კაიშაური; пол. Konstanty Kaiszauri; род. 25 октября 1952) — шведский шахматист, международный мастер (1977).
В составе сборной Швеции участник 23-й Олимпиады (1978) в Буэнос-Айресе  и 7-го командного чемпионата Европы (1980) в Скара.

## Изменения рейтинга
| Графики недоступны из-за технических проблем. См. информацию на Фабрикаторе и на mediawiki.org. |